# 야곱의 우물

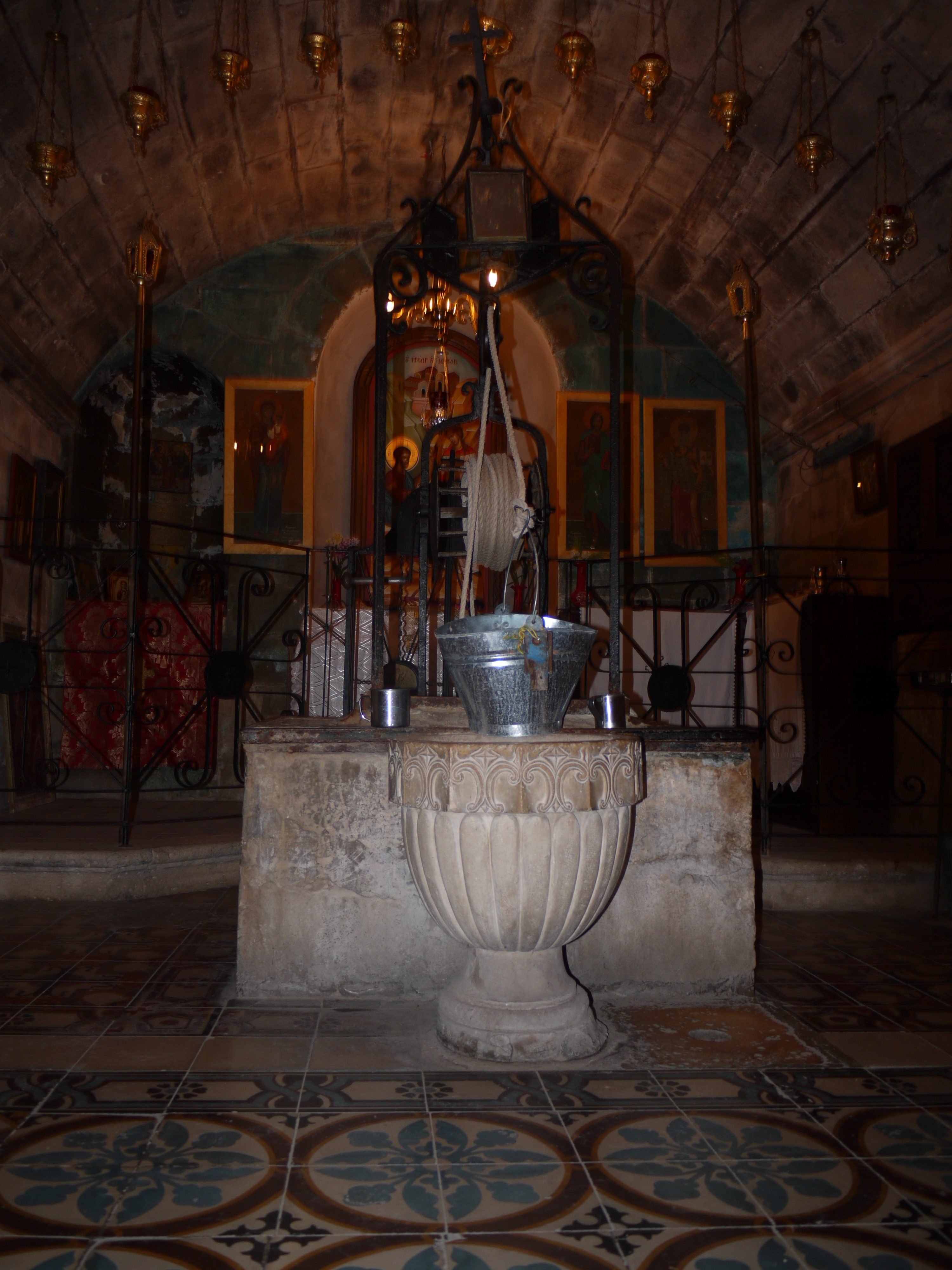
야곱의 무루 (2013년)

야곱의 우물(Jacob's Well) 또는 수가의 우물(Well of Sychar)은 서안 지구 팔레스타인 도시 나블루스 교외의 발라타(Balata) 마을에 위치한 기독교 성지이다. 현재 동방 정교회와 수도원 안에 위치한 이 우물은 약 2000년 동안 성서의 족장 야곱과 종교 전통을 연관시켜 왔다.

## 종교적 중요성
야곱의 우물은 신약성경 요한복음에서 예수님이 사마리아 여인을 만난 장소로 언급된다.
예수께서 사마리아에 있는 수가라 하는 동네에 이르시니 그곳은 야곱이 그의 아들 요셉에게 준 밭에서 가까운 곳이더라. 거기 또 야곱의 우물이 있더라 예수께서 길 가시다가 피곤하여 우물 곁에 앉으시니라.
수가의 위치는 불확실하다. 해당 지역은 에발 산 동쪽 경사면에 있는 도시였을 수도 있고, 세겜의 다른 이름이었을 수도 있다. 야곱은 히브리어 창세기에 나오는 구약의 족장이다. 히브리어 성경(구약성서의 처음 5권)에는 야곱이 소유한 우물에 대한 구체적인 언급이 없지만, 우물 위치로 묘사된 땅의 부지는 성서 학자들에 의해 창세기 33장에서 야곱이 구입한 땅은 세겜의 “눈에 보이는” 곳에 있다고 주장된다.
오늘날 발라타 마을에 있는 교회는 전통적으로 세겜과 동일시되는 텔 발라타 고고학 유적지와 가깝다. 이 교회 안에 있는 우물은 오랫동안 신약성서의 이야기와 연관되어 왔으며, 따라서 기독교 전통에서는 이 우물을 야곱이 팠다고 주장한다. 동일한 믿음이 사마리아인들 사이에서도 발견된다. 제임스 해스팅스(James Hastings) 및 제프리 W. 브로마일리(Geoffrey W. Bromiley)와 같은 학자들은 유대인 전통이 마찬가지로 우물과 야곱을 연결한다고 주장하지만 데이비드 구레비치(David Gurevich)와 이스카 하라니(Yisca Harani)는 "유대교는 이 장소에 어떤 종교적 의미도 부여하지 않는다"고 주장한다.